# Stadthagen
Stadthagen (tyskt uttal: [ʃtatˈhaːɡən]) är en stad och centralort i Landkreis Schaumburg, Niedersachsen, Tyskland.
Staden, som har en historia som går tillbaks till 1200-talet, ligger omkring 20 km öster om Minden och 40 km väster om Hannover. Den är uppdelad i områdena Brandenburg, Enzen-Hobbensen, Hörkamp-Langenbruch, Krebshagen, Obernwöhren, Probsthagen, Reinsen samt Wendthagen-Ehlen. Stadthagen har cirka 23 000 invånare.